# 佐藤晃一 (トレーナー)
佐藤 晃一（さとう こういち、1971年 - ）は福島県出身のプロスポーツトレーナー。パーソナルトレーナー。NBAミネソタ・ティンバーウルブズスポーツパフォーマンスディレクター。元アリゾナ州立大学キネシオロジー学部講師。
東京国際大学教養学部国際学科卒業後、イースタンイリノイ大学に留学しアスレチックトレーナーの資格を得る。卒業したのちに、アリゾナ州立大学大学院にてキネシオロジー研究科バイオメカニクス修士課程を修了する。

## 来歴
郡山高校時代にはバンドをやっていたが、大学でプレーしたアメリカンフットボールにのめり込むうちに、スポーツのケガの予防法などを、本格的に勉強しようと考える。
卒業後は米国の東イリノイ大に留学しアスレチックトレーナーの資格を得る。以降、10年以上米国に住み、ドワイト・フィリップス（走り幅跳び世界チャンピオン）の医療スタッフ、アメリカンフットボール最大リーグNFL選手のアスレチックトレーナーを務めた実績が評価され、2008年、ワシントン・ウィザーズのアスレチック・トレーナーに就任する。
その後、ワシントン・ウィザーズの副代表を務めていたミルト・ニュートンが、ミネソタ・ティンバーウルブズ新GMに就任することが決まり、佐藤がヘッドハンティングされ、2013年9月、全選手をサポートし監督する責任を負う、スポーツパフォーマンスディレクター兼アスレティックトレーナーに就任する。
2016年9月、日本バスケットボール協会スポーツパフォーマンス部会委員長に就任。

## その他
スポーツパフォーマンスディレクターとはコーチ級の役職であり、全選手のコンディションを管理する。特に怪我をしがちなスペインの至宝リッキー・ルビオとニコラ・ペコビッチからの信頼は厚い。

## 講演会
- 2013　効率的運動処方のためのガイドライン
- 2013　腹腔内圧と接地感を意識するスタビリティトレーニング
- 2012　アスレティックトレーナーのための運動機能障害の傾向と対処法
- 2011　スポーツにおける運動動作の組み立て　サイドステップ・クロスステップ
- 2010　第1部：スポーツ関連重症頭頚部外傷On-Field対応～スパインボードへの全身固定と搬送～
- 2009　スポーツ障害対処への多角的アプローチ～腰部・下肢編
- 2008　和-nagomi-主催　第3回ワークショップ「動きに着目したリハビリテーション・トレーニング」
- 2006　金沢大学アスレチックトレーナー部KATT主催　第3回学生トレーナー講習回編（金沢大学総合教育棟）
- 2006　身体機能に基づいたスポーツ障害の組織的対処法、腰椎、下肢障害の症状（日本青年館ホテル・会議室）
- 2005　スポーツ慢性障害の評価と対策法ー身体の動きに着目してー

## 書籍
- キネティックコントロール  制御されていない動きのマネジメント（翻訳） （2017年3月、ブックハウス・エイチディ、ISBN 978-4909011008）